# Мачевање на Летњим олимпијским играма 1896 — флорет за мушкарце
Флорет је била једна од три дисциплине у мачевању на Олимпијским играма у Атини. Такмичење је одржано 7. априла уз учешће 8 такмичара из две земље. Такимчари су били подељени у две групе по четири у сваку. У групама се такмичило по принципу свако са сваким. Победници група су се састали у финалу и борили за златну и сребрну медаљу. Треће место је освојио Пиеракос-Мавромицхалис иако је имао исти резултат као и Вурос, јер последњи меч у Б групи Вурос није играо пошто се пре тог меча знао победник групе.

## Земље учеснице
- Француска (3)
- Грчка {5}

## Освајачи медаља
| Ежен Анри Гравелот Француска | Анри Кало Француска | Перикле Пиеракос Мавромихалис Грчка |

## Резултати

### Група А
| Меч | Противник                           | Нација | Резултат                            |
| --- | ----------------------------------- | ------ | ----------------------------------- |
| A1  | Перикле Пиеракос Мавромихалис Грчка | 3-1    | Анри Делаборд Француска             |
| A2  | Анри Кало Француска                 | 3-2    | Јоанис Пулос Грчка                  |
|     |                                     |        |                                     |
| A3  | Перикле Пиеракос Мавромихалис Грчка | 3-0    | Јоанис Пулос Грчка                  |
| A4  | Анри Кало Француска                 | 3-1    | Анри Делаборд Француска             |
|     |                                     |        |                                     |
| A5  | Анри Кало Француска                 | 3-1    | Перикле Пиеракос Мавромихалис Грчка |
| A6  | Анри Делаборд Француска             | 3-1    | Јоанис Пулос Грчка                  |

### Табела групе А
| Место | Мачевалац                           | Доб | Изг. | Туш + | Туш - |
| ----- | ----------------------------------- | --- | ---- | ----- | ----- |
| 1     | Анри Кало Француска                 | 3   | 0    | 9     | 4     |
| 2     | Перикле Пиеракос Мавромихалис Грчка | 2   | 1    | 7     | 4     |
| 3     | Анри Делаборд Француска             | 1   | 2    | 5     | 7     |
| 4     | Јоанис Пулос Грчка                  | 0   | 3    | 3     | 9     |

### Група Б
| Меч | Победник                           | Резултат  | Поражени                           |
| --- | ---------------------------------- | --------- | ---------------------------------- |
| Б1  | Костантинос Комниос Милиотис Грчка | 3-1       | Јоргос Балакакис Грчка             |
| Б2  | Ежен Анри Гравелот Француска       | 3-2       | Атанасиос Вурос Грчка              |
|     |                                    |           |                                    |
| Б3  | Атанасиос Вурос Грчка              | 3-1       | Јоргос Балакакис Грчка             |
| Б4  | Ежен Анри Гравелот Француска       | 3-2       | Костантинос Комниос Милиотис Грчка |
|     |                                    |           |                                    |
| Б5  | Ежен Анри Гравелот Француска       | 3-1       | Јоргос Балакакис Грчка             |
| Б6  | Атанасиос Вурос Грчка              | 3-0 (сл.) | Костантинос Комниос Милиотис Грчка |

1. ↑  Меч није одржан јер је био познат победник групе Б

### Табела групе Б
| Место | Мачевалац                          | Доб | Изг. | Туш + | Туш - |
| ----- | ---------------------------------- | --- | ---- | ----- | ----- |
| 1     | Ежен Анри Гравелот Француска       | 3   | 0    | 9     | 5     |
| 2     | Атанасиос Вурос Грчка              | 2   | 1    | 8     | 4     |
| 3     | Костантинос Комниос Милиотис Грчка | 1   | 2    | 5     | 7     |
| 4     | Јоргос Балакакис Грчка             | 0   | 3    | 3     | 9     |

## Финале
У финалу су се сусрела два Француза, као победници група. Веома тесно победио је Гравелот.
| Меч    | Победник                     | Туш. | Поражени            |
| ------ | ---------------------------- | ---- | ------------------- |
| Финале | Ежен Анри Гравелот Француска | 3-2  | Анри Кало Француска |